# 玛蒂娜·纳芙拉蒂洛娃
玛蒂娜·纳芙拉蒂洛娃（捷克語：Martina Navrátilová，捷克語發音：[ˈmartɪna ˈnavraːcɪlovaː]，1956年10月18日—），捷克裔美國前職業網球運動員，單打最高世界排名第一，18座大滿貫得主，含创纪录的温网九度封后，國際網球名人堂成員。
她的传奇生涯獲得單打1442勝219負和雙打747勝143負，奪得167個WTA單打（包括18个單打大满贯）和177個WTA雙打冠軍，生涯總獎金達21,626,089美元，而且草地赛事表现尤为登峰造极。
她与同时代的另一位天后艾芙特之间的较量是网球史上最经典的对手组合之一（80戰，埃弗特37勝43負）。

## 網球生涯
在其球坛生涯中玛蒂娜·纳芙拉蒂洛娃共赢得167次女子网球联合会（WTA）比赛单打冠军、177次双打冠军（均是WTA纪录）。她赢得18次大滿貫女單冠军，仅次于玛格丽特·史密斯·考特（24次）、塞雷娜·威廉姆斯（23次）、施特菲·格拉芙（22次）和海伦·威尔士·穆迪（19次）。她九次在温布尔登网球锦标赛获胜（纪录），其中从1982年至1987年她连续六次得冠（纪录）。她与比莉·珍·金一起并列温布尔登网球锦标赛总得冠数（包括单打、双打和混合双打）的纪录（20次）。此外她四次在美国网球公开赛上得冠（1983年、1984年、1986年和1987年）、两次在法国网球公开赛上获胜（1982年和1984年）、三次赢得澳大利亚网球公开赛（1981年、1983年和1985年）。
纳芙拉蒂洛娃也是位傑出的雙打選手，她与双打伙伴帕姆·施里弗在1984年一起赢得女雙大滿貫，並且在1983至85年間創下109連勝的紀錄。将大滿貫的四个比赛的成绩加在一起的话，纳芙拉蒂洛娃在单打、双打和混合双打共赢过59次，仅次于玛格丽特·史密斯·考特的62次。她几乎在20年中保持列世界前五名。2000年她出其不意地重返球壇参加双打和混合双打比赛，继续她的球星生涯，一直到2006年才再度退休。

### 1956年–1971年：在捷克斯洛伐克起家
玛蒂娜·纳芙拉蒂洛娃于1956年出生于当时的捷克首都布拉格。母親Jana是體操選手、網球選手、及滑雪教練 。父親 Mirek Šubert 是滑雪教練，她原姓舒伯托瓦（Šubertová），三岁时她父母离婚 。1962年她母亲再婚后她接受了她继父的姓——纳芙拉蒂洛娃（Navrátilová）。她的继父是她的第一個網球教练。纳芙拉蒂洛娃的家庭有网球传统，她的祖母就曾经在1945年前代表捷克参加比赛。4歲半拿球拍向牆壁打球，7歲開始比賽，15歲贏得捷克全國冠軍。她在布拉格观看了两次赢得大满贯的网球运动员罗德·拉沃尔的比赛后决定自己成为职业网球运动员。

### 1972年–1976年：初露锋芒和移民
1972年15岁的纳芙拉蒂洛娃成为捷克斯洛伐克冠军，此后两年中她保持这个地位。1973年她就已经上升到捷克斯洛伐克第一名。同年她进入温布尔登网球锦标赛青年组决赛。从此她走上了职业网球运动员的道路。
作为捷克斯洛伐克的一手运动员，纳芙拉蒂洛娃是少数拥有出国特权的人；她深深被西方国家所提供的可能性、自由和富饶所打动。她尤其喜欢美国。1973年秋她在俄亥俄州阿克伦的WTA單打比赛上首次遇到克里斯·埃弗特，对付当时世界第一的埃弗特她毫无机会，但是这次比赛是两人之间令人注目的決鬥的开始。
由于她非常喜欢美国的快餐，使她出現了体重过高的问题，虽然如此她的天才很快就被专家注意到了。纳芙拉蒂洛娃使用左手，她发球非常有力，而且使用非常精确的发球后上网，她的进攻性球风在女子网球中是很少见的。
1975年纳芙拉蒂洛娃首次在大满贯中出头，她在澳网和法网公开赛中达到女单决赛，但在决赛中分别输给伊文·古拉贡和克里斯·埃弗特。与克里斯·埃弗特一起她赢得法网双打冠軍，这是她31次在大满贯中获胜的第一次。与当时21岁的埃弗特相比，纳芙拉蒂洛娃还占下风，但是在此后十年中两人之间争夺世界第一的斗争将成为世界网球界最注目的事件。在此后15年中两人将对阵80次。
在1975年的美网女单比赛中，纳芙拉蒂洛娃再次在半决赛上输给埃弗特。同年，纳芙拉蒂洛娃在美国申请政治避难并获得绿卡。
1976年纳芙拉蒂洛娃与埃弗特一起获得温布尔登女子双打冠军，这是她20次温布尔登冠军中的首次。

### 1978年–1980年：首次大满贯单打冠军和人生抉择
1978年标志着玛蒂娜·纳芙拉蒂洛娃的最终突破。22岁的纳芙拉蒂洛娃首次在温布尔登女单决赛上在三局中战胜埃弗特。自从玛格丽特·史密斯·考特在70年代中离开球坛后，埃弗特是无可争辩的网球皇后。纳芙拉蒂洛娃在温布尔登的胜利是她首次获得大满贯单打冠军并使她短时列入世界第一名。1979年她再次在温布尔登女单决赛中战胜埃弗特获冠。雖然1978和1979兩年間，纳芙拉蒂洛娃每年均取得温布尔登和年终赛在內的10個或以上WTA单打冠军，並且蝉联WTA女单年终排名第一，但此时的纳芙拉蒂洛娃还没有达到成熟阶段。
1980年对纳芙拉蒂洛娃来说是困难的一年，在重要比赛上她始终失利，而且在媒介有关于她与著名女作家莉塔·梅·布朗之间的暧昧关系的传闻。为了对付这个小道消息纳芙拉蒂洛娃毅然走出橱柜向《纽约每日新闻》承认了她的同性恋趋向。她是最早承认自己是女同性恋的著名运动员之一。

### 1981年：转折点
1981年纳芙拉蒂洛娃终于获得美国国籍。在澳网女单决赛中，又战胜宿敌埃弗特，令她第三次赢得大满贯冠军，但在同年美网的女单决赛中，她在第三局的决胜局输给了年轻的翠茜·奥斯汀。
同年也标志着纳芙拉蒂洛娃的职业转折点：她使用科学方法仔细研究网球运动的每一个细节来汲取她的所有能力。在网球运动中她步入新的和革命性的道路。她是第一个认识到网球运动员不仅需要在球场上训练，而且需要训练其基本素质，她认识到体质、体力、灵活性和奔跑训练的重要性。为了加强她的体质她聘请了著名的篮球运动员南茜·赖伯文来训练她。一名营养专家专门为她设立了专门的、符合网球运动要求的营养计划。纳芙拉蒂洛娃也是第一位聘请专门、只训练一个运动员的网球运动员。
这样纳芙拉蒂洛娃间接地引入了网球运动的专业化。

### 1982年–1987年：世界第一和与克里斯·埃弗特的竞争
1982年纳芙拉蒂洛娃的专业训练就显成效了：体力上和智力上她完全饱满，在这一年里获得15次WTA比赛单打和14次双打冠军。这位富有天才的、但是超重的运动员成为了一个真正的专业球星。她细致的饮食和训练计划将女子网球引入了一个到此为止从未达到的境界，成为其他选手的标准。在法网、温布尔登和12月在澳网她获胜。在澳网她击败了埃弗特。埃弗特不得不看着纳芙拉蒂洛娃超过她获得世界第一的地位。到1981年为止埃弗特在44场对打中胜28次，1982年后两人胜负的比例就倒过来了。两人在球风和和性格上都截然不同，两人之间的竞争达到顶峰。从1982年到1987年两人十次在大满贯比赛的决赛上对打，纳芙拉蒂洛娃胜七次。到埃弗特1989年退出球坛为止两人共对打80次，其中纳芙拉蒂洛娃胜43次，埃弗特胜37次。虽然两人在体育上是绝对的竞争者，但双方保持着互相之间的尊重和友情。她们之间的竞争也使得埃弗特不得不提高她的水平，她也开始进行基础训练。1985年埃弗特甚至短时间重返世界第一。回顾这段时间两人都同意她们之间的竞争使得她们的能力达到了顶点。埃弗特后来说：“我们两人都尽了我们所能。”纳芙拉蒂洛娃说：“像我们这样的竞争再也不会重现。在我们之前没有这样的竞争，在我们之后也不会有类似的竞争。”
1983年纳芙拉蒂洛娃虽然在法网在八分之一赛中被淘汰，但是她在温布尔登、纽约和墨尔本获胜。她在这一年里共获得16次单打冠军和13次双打冠军。全年她共赢了86场，只输了一场，至今为止这个纪录在网球界（不论男子还是女子）未被打破。次年巴黎的法网公开赛获胜后再次在温布尔登和纽约的美网获胜。这次美網获胜是她连续赢得六次大满贯冠军（也是一个记录）。在当年的澳网公开赛上她在半决赛里输给了海伦娜·苏科娃，结束了连赢74场球系列。她差一点就在同年赢得所有四场大满贯。
虽然如此纳芙拉蒂洛娃的成绩非常可观：从1982年到1984年她只输过六场球。与她的双打伙伴帕姆·施里弗一起她们完成了同年四次大满贯冠军，从1983年到1985年她们一起赢了109场，这也是一个世界纪录。在这三年中纳芙拉蒂洛娃也是双打世界第一。
从1985年到1987年纳芙拉蒂洛娃达到所有11次她参加的大满贯比赛的决赛，其中她六次获胜。
引人注目的是虽然纳芙拉蒂洛娃在这段时间里基本上占第一，但是她的竞争者埃弗特始终紧随着她占第二。埃弗特在这段时间里每年至少赢得一次大满贯比赛。1985年她赢得法网后甚至将纳芙拉蒂洛娃在数周内排挤到第二。此前纳芙拉蒂洛娃连续156周列第一，这个纪录后来被施特菲·格拉芙打破。

### 1987年–1989年：新对手——失去世界第一
从1978年到1987年玛蒂娜·纳芙拉蒂洛娃共332周列世界第一，其中最长的一次连续156周。她与克里斯·埃弗特各占第一和第二名，其他选手毫无机会。但是1985年从德国出现了一个“神童”，当时16岁的施特菲·格拉芙对付纳芙拉蒂洛娃还毫无机会，但是当年末，她已经上升到了世界第六名。施特菲·格拉芙从底线打球，其擅长的打法是正手大力抽球和反手切削球。格拉芙是第一位在体质和速度上能与纳芙拉蒂洛娃相比的运动员。当别人问起纳芙拉蒂洛娃她怎样看施特菲·格拉芙时，纳芙拉蒂洛娃回答说，在那里他们可以看到她的继承人。1986年施特菲·格拉芙就上升到了世界第三名，在5月在柏林举办的德国公开赛中她首次在决赛中击败纳芙拉蒂洛娃。1987年她将克里斯·埃弗特排挤到第三名。在法国公开赛上在一场惊心动魄的三局决赛中纳芙拉蒂洛娃输给了格拉芙。虽然在温布尔登和在美国公开赛上纳芙拉蒂洛娃还能够克服格拉芙，但是显而易见的是格拉芙有能力结束纳芙拉蒂洛娃的主宰地位。在温布尔登创造了八次夺冠的纪录，在美国公开赛中她成为第三位在同一次大满贯比赛中获得单打、双打和混合双打冠军的运动员。虽然在大满贯中纳芙拉蒂洛娃获胜次数多，但是以其稳定的成就格拉芙在此年登上了世界第一名。纳芙拉蒂洛娃的明星陨落了。
1988年施特菲·格拉芙彻底登上了世界第一，她赢得了所有四次大满贯比赛，首次在温布尔登战胜了纳芙拉蒂洛娃，并由此结束了纳芙拉蒂洛娃连续六次获胜的系列。
1989年格拉芙和纳芙拉蒂洛娃最后一次以世界第一和第二名的地位在大满贯决赛上对阵。格拉芙在温布尔登和美国公开赛上分别以三局获胜。

### 1990年–1994年：永远的纪录和隐退
虽然格拉芙的胜利无可置疑，纳芙拉蒂洛娃依然坚信她还有力量能够赢得一次温布尔登大赛。1990年格拉芙在温布尔登四強賽被加利臣淘汰，纳芙拉蒂洛娃抓住这个机会以33岁的高龄赢得温布尔登冠军。她在決賽两局内毫无疑问地击败了加利臣，这样她九次在世界上最有威望的网球赛上夺冠。虽然这是纳芙拉蒂洛娃的最后一次单打冠军，但是她后来还两次进入大满贯女单决赛 (1991年美網和1994年溫布頓)。
1991年纳芙拉蒂洛娃发表了她的自传，在其中她主动和积极地讲述了她的同性恋。同年纳芙拉蒂洛娃与她长年（从1983年至1991年）的生活伴侣分手。两人分手非常不愉快，还上了法庭，媒體对此也大加报道。
在1991年的美国公开赛決賽上纳芙拉蒂洛娃输给了新的世界第一莫尼卡·塞莱斯。1992年纳芙拉蒂洛娃再树新纪录：以158次大满贯比赛胜利她超过了她的老对手克里斯·埃弗特。在巴黎室内冠军赛上她战胜了莫尼卡·塞莱斯，当时她36岁，成为世界上年纪最大的、战胜一位世界第一的女子网球运动员。
1992年9月25日在拉斯維加斯上演性別之戰：娜華蒂露娃 vs 干納斯，當年，差不足一個月就36歲的女金剛比干納斯輕4歲，此前，她已拒絕了與麥根萊及納斯塔斯進行性別大戰的提議。這場賽事與1973年博比·里格斯（Bobby Riggs）兩場性別大戰使用公平規則不同，在這場比賽中，干納斯不允許二發機會（每一分只有一次發球機會），而女金剛則可打向對手的雙打界線之內。兩人首先得到65萬美元的出場費，而冠軍更能贏得50萬美元。結果，干納斯以7比5和6比2獲勝。
1994年37岁的纳芙拉蒂洛娃又一次达到温布尔登决赛，但是输给了馬丁妮茲。

### 2000年–2006年：重返球坛和新的纪录
2000年44岁的纳芙拉蒂洛娃出其不意地宣布重返球坛参加双打和混合双打。
2002年她在马德里举行的WTA比赛上获得双打冠军，打破了比莉·琼·金的纪录。在她还参加在英国伊斯特本举行的WTA比赛的单打并在96分钟内战胜了比她年轻近20岁的世界第22名塔诺娃。纳芙拉蒂洛娃说参加这次比赛不是说她也想重返单打，而是因为这是她与她的教练打赌的赌注。
2003年纳芙拉蒂洛娃与利安德·佩斯一起赢得澳大利亚公开赛和温布尔登的混合双打，成为在大满贯比赛中夺冠的年纪最大的女选手。通过在澳大利亚的成功纳芙拉蒂洛娃成为世界上仅有的三名（男子和女子）在所有四个大满贯比赛中夺得过所有项目冠军的运动员，为此女子网球联合会为她颁发特殊奖励。通过在温布尔登的胜利她与比莉·琼·金所创造的纪录拉平，在温布尔登共获得20项冠军。这样她一共获得了58次大满贯冠军，仅次于玛格丽特·史密斯·考特（62次）。
2004年纳芙拉蒂洛娃参加联合会杯，成为参加这项比赛年级最大的运动员。5月她在维也纳获得她第174次双打冠军，在法国公开赛上她与她的伙伴进入半决赛。在温布尔登她在第一轮里战胜卡塔利娜·卡斯塔诺，以47岁又8个月成为最年长的在单打中获胜的运动员。在双打中她也进入半决赛。在与奥地利举行的联合会杯比赛中她占下风，这是她在联合会杯上连赢38场后第一次失利。在2004年在雅典举行的奥林匹克运动会上她与她的伙伴达到四分之一决赛。
本来纳芙拉蒂洛娃打算参加奥运会后正式退休，但是在2005年她又参加双打和混合双打比赛。在澳大利亚公开赛上她与她的伙伴达到四分之一决赛，她们的对手莫丽克和后来夺冠。在混合双打中她达到半决赛。在法国公开赛上她与利安德·佩斯一起进入混合双打决赛。在温布尔登和美国公开赛上她与她的伙伴达到女子双打半决赛，两人后来在东京为纳芙拉蒂洛娃夺得其第175次双打冠军。
2006年6月5日，纳芙拉蒂洛娃在溫布爾登賽季中宣佈這是她最後一次在此地出賽，並且將在是年年底退休。隔天她在女雙八強輸給了最後的冠軍，中國對手鄭潔和晏紫，稍後也在混合雙打第三輪中落敗。纳芙拉蒂洛娃所參加的最後一項比賽是當年的美國公開賽，雖然她的女雙比賽早在八強出局，但是混合雙打搭配美國雙打名將鮑勃·布賴恩，一舉拿下最後的冠軍。這是纳芙拉蒂洛娃職業生涯第十座混合雙打大滿貫金盃，也是她第41項大滿貫的雙打冠軍。

## 大滿貫

### 女單冠軍（18）
| 年份 | 比賽       | 場地 | 決賽對手   | 對手國籍     | 勝方比分       |
| ---- | ---------- | ---- | ---------- | ------------ | -------------- |
| 1978 | 溫布頓     | 草地 | 艾芙特     | 美国         | 2-6, 6-4, 7-5  |
| 1979 | 溫布頓 (2) | 草地 | 埃弗特     | 美国         | 6-4, 6-4       |
| 1981 | 澳網       | 草地 | 埃弗特     | 美国         | 64-7, 6-4, 7-5 |
| 1982 | 法網       | 紅土 | 耶格       | 美国         | 7-66, 6-1      |
| 1982 | 溫布頓 (3) | 草地 | 埃弗特     | 美国         | 6-1, 3-6, 6-2  |
| 1983 | 溫布頓 (4) | 草地 | 耶格       | 美国         | 6-0, 6-3       |
| 1983 | 美網       | 硬地 | 埃弗特     | 美国         | 6-1, 6-3       |
| 1983 | 澳網 (2)   | 草地 | 喬丹       | 美国         | 6-2, 7-65      |
| 1984 | 法網 (2)   | 紅土 | 埃弗特     | 美国         | 6-3, 6-1       |
| 1984 | 溫布頓 (5) | 草地 | 埃弗特     | 美国         | 7-65, 6-2      |
| 1984 | 美網 (2)   | 硬地 | 埃弗特     | 美国         | 4-6, 6-4, 6-4  |
| 1985 | 溫布頓 (6) | 草地 | 埃弗特     | 美国         | 4-6, 6-3, 6-2  |
| 1985 | 澳網 (3)   | 草地 | 埃弗特     | 美国         | 6-2, 4-6, 6-2  |
| 1986 | 溫布頓 (7) | 草地 | 曼德利可娃 | 捷克斯洛伐克 | 7-61, 6-3      |
| 1986 | 美網 (3)   | 硬地 | 苏科娃     | 捷克斯洛伐克 | 6-3, 6-2       |
| 1987 | 溫布頓 (8) | 草地 | 葛拉芙     | 德国         | 7-5, 6-3       |
| 1987 | 美網 (4)   | 硬地 | 格拉芙     | 德国         | 6-3, 6-2       |
| 1990 | 溫布頓 (9) | 草地 | 加利臣     | 美国         | 6-4, 6-1       |

- # - 大滿貫女單三連冠 (1981年澳網 - 1982年溫布頓)
- ## - 大滿貫女單六連冠 (1983年溫布頓 - 1984年美網)
- 按：1978年-1986年，澳網提前在上一年的12月舉行。

### 女單亞軍（14）
| 年份 | 比賽       | 場地 | 決賽對手   | 對手國籍     | 勝方比分        |
| ---- | ---------- | ---- | ---------- | ------------ | --------------- |
| 1975 | 澳網       | 草地 | 古拉贡     |              | 6-3, 6-2        |
| 1975 | 法網       | 紅土 | 埃弗特     | 美国         | 2-6, 6-2, 6-1   |
| 1981 | 美網       | 硬地 | 奧斯丁     | 美国         | 1-6, 7-64, 7-61 |
| 1982 | 澳網 (2)   | 草地 | 埃弗特     | 美国         | 6-3, 2-6, 6-3   |
| 1985 | 法網 (2)   | 紅土 | 埃弗特     | 美国         | 6-3, 64-7, 7-5  |
| 1985 | 美網 (2)   | 硬地 | 曼德利科娃 | 捷克斯洛伐克 | 7-63, 1-6, 7-62 |
| 1986 | 法網 (3)   | 紅土 | 埃弗特     | 美国         | 2-6, 6-3, 6-3   |
| 1987 | 澳網 (3)   | 草地 | 曼德利科娃 | 捷克斯洛伐克 | 7-5, 7-61       |
| 1987 | 法網 (4)   | 紅土 | 格拉芙     | 德国         | 6-4, 4-6, 8-6   |
| 1988 | 溫布頓     | 草地 | 格拉芙     | 德国         | 5-7, 6-2, 6-1   |
| 1989 | 溫布頓 (2) | 草地 | 格拉芙     | 德国         | 6-2, 61-7, 6-1  |
| 1989 | 美網 (3)   | 硬地 | 格拉芙     | 德国         | 3-6, 7-5, 6-1   |
| 1991 | 美網 (4)   | 硬地 | 莎莉絲     | 南斯拉夫     | 7-61, 6-1       |
| 1994 | 溫布頓 (3) | 草地 | 馬丁妮茲   | 西班牙       | 6-4, 3-6, 6-3   |

## WTA年终赛

### 冠軍（8）
| 年份        | 舉行地點 | 決賽對手 | 對手國籍     | 勝方比分           |
| ----------- | -------- | -------- | ------------ | ------------------ |
| 1978        | 美國     | 古拉贡   |              | 7-60, 6-4          |
| 1979        | 美國紐約 | 奧斯丁   | 美国         | 6-3, 3-6, 6-2      |
| 1981        | 美國紐約 | 耶格     | 美国         | 6-3, 7-63          |
| 1983        | 美國紐約 | 艾華特   | 美国         | 6-2, 6-0           |
| 1984        | 美國紐約 | 艾華特   | 美国         | 6-3, 7-5, 6-1      |
| 1985        | 美國紐約 | 蘇科娃   | 捷克斯洛伐克 | 6-3, 7-5, 6-4      |
| 1986 (3月)  | 美國紐約 | 文迪高娃 | 捷克斯洛伐克 | 6-2, 6-0, 3-6, 6-1 |
| 1986 (11月) | 美國紐約 | 嘉芙     | 德国         | 7-66, 6-3, 6-2     |

### 亞軍（6）
| 年份 | 比賽       | 舉行地點 | 對手國籍 | 勝方比分           |
| ---- | ---------- | -------- | -------- | ------------------ |
| 1975 | 美國洛杉磯 | 艾華特   | 美国     | 6-4, 6-2           |
| 1980 | 美國紐約   | 奧斯丁   | 美国     | 6-2, 2-6, 6-2      |
| 1982 | 美國紐約   | 哈尼卡   | 德国     | 1-6, 6-3, 6-4      |
| 1989 | 美國紐約   | 嘉芙     | 德国     | 6-4, 7-5, 2-6, 6-2 |
| 1991 | 美國紐約   | 莎莉絲   | 南斯拉夫 | 6-4, 3-6, 7-5, 6-0 |
| 1992 | 美國紐約   | 莎莉絲   | 南斯拉夫 | 7-5, 6-3, 6-1      |

## WTA巡迴賽

### 單打冠軍（167）
- 1974 (1) - Orlando
- 1975 (4) - Washington D.C.、Boston、Charlotte、Denver
- 1976 (2) - Houston、Sydney
- 1977 (6) - Washington D.C.、Houston、Minnesota、Detroit、Edinburgh、Charlotte
- 1978 (11) - Washington D.C.、Houston、Los Angeles、Chicago、Seattle、Detroit、Kansas City、Virginia Slims Championships （WTA年終賽）、Eastbourne、温布尔登、Phoenix
- 1979 (10) - Oakland、Houston、Chicago、Dallas、温布尔登、Avon Championships（WTA年終賽）、Richmond、Atlanta、Phoenix、Brighton
- 1980 (11) - Colgate Series Championships、Kansas City、Chicago、Los Angeles、Oakland、Dallas、Amelia Island、Orlando、 Montreal、Richmond、Tokyo
- 1981 (10) - Cincinnati、Los Angeles、Chicago、Dallas、Avon Championships（WTA年終賽）、Orlando、U.S. Indoors、Tampa、Tokyo  (Lions Cup)、澳網
- 1982 (15) - Washington D.C.、Chicago、Seattle、Kansas City、Dallas、Hilton Head、Orlando、法網、Eastbourne、温布尔登、Canadian Open、Filderstadt、Brighton、Sydney、Toyota Championships
- 1983 (16)  - Washington D.C.、Houston、Chicago、Dallas、Virginia Slims Championships（WTA年終賽）、Hilton Head、Orlando、Eastbourne、温布尔登、Los Angeles、Canadian Open、美網、Tampa、Filderstadt、Tokyo（Lions Cup）、澳網
- 1984 (13) - U.S. Indoors、Virginia Slims Championships (3月)（WTA年終賽）、Amelia Island、Orlando、法網、Eastbourne、温布尔登、Newport、Mahwah、美網、Fort Lauderdale、New Orleans、Sydney
- 1985 (12) - Washington D.C.、Delray Beach、Dallas、Virginia Slims Championships (3月)（WTA年終賽）、Orlando、Houston、Eastbourne、温布尔登、Fort Lauderdale、Brisbane、Sydney、澳網
- 1986 (14) - Washington D.C.、New England (1月)、U.S. Indoors、Dallas、Virginia Slims Championships (3月)（WTA年終賽）、Eastbourne、温布尔登、Los Angeles、美網、New Orleans、Filderstadt、New England (11月)、Chicago、Virginia Slims Championships (11月)（WTA年終賽）
- 1987 (4) -  温布尔登、美網、Filderstadt、Chicago
- 1988 (8) - Dallas、Oakland、Washington D.C.、Hilton Head、Amelia Island、Eastbourne、Filderstadt、New England、Chicago
- 1989 (9) - Sydney、Tokyo (Pan Pacific)、Birmingham、Eastbourne、Los Angeles、Canadian Open、Dallas、New England
- 1990 (6) - Chicago、Washington D.C.、Hilton Head、Indian Wells、Eastbourne、温布尔登
- 1991 (5) - Chicago、Palm Springs、Birmingham、Eastbourne、Oakland
- 1992 (4) - Chicago、U.S. Hardcourts、Los Angeles、Filderstadt
- 1993 (5) - Tokyo (Pan Pacific)、Paris Indoors、Eastbourne、Los Angeles、Oakland
- 1994 (1) - Paris Indoors

### 團體賽

#### 聯邦盃
除了職業賽事成就不俗外，纳芙拉蒂洛娃在1975年代表捷克斯洛伐克，以及在1980-2000年代 (1982, 1986, 1989, 1995, 2003-04年) 多次代表美國參加联合会杯，單打獲得20勝1負成績，雙打獲得20勝0負成績，共奪得4次冠軍。 （页面存档备份，存于）
- 1975年決賽，代表  捷克斯洛伐克 勝   3：0
- 1982年決賽，代表  美国 勝  德国 3：0
- 1986年決賽，代表  美国 勝  捷克斯洛伐克 3：0
- 1989年決賽，代表  美国 勝  西班牙 3：0
- 按：協會盃是一年一度女子網球的世界團體錦標賽，是國際網球比賽中最高水平的團體賽。